# Ясная Поляна (Ребрихинский район)
Я́сная Поля́на — село в Ребрихинском районе Алтайского края. Входит в состав Ребрихинского сельсовета.

## История
Основано в 1921 году. В 1928 году село состояло из 67 хозяйств, основное население — русские. В административном отношении являлось центром Ясно-Полянского сельсовета Куликовского района Каменского округа Сибирского края. До 2019 года являлось административным центром упразднённого Яснополянского сельсовета Алтайского края.

## Население
| 1926 | 1926 | 1997 | 1998 | 1999 | 2000 |
| ---- | ---- | ---- | ---- | ---- | ---- |
| 538  | ↘371 | ↗514 | ↘501 | ↘495 | ↘482 |
| 2001 | 2002 | 2003 | 2004 | 2005 | 2006 |
| ↘474 | ↘461 | ↗470 | ↘444 | ↘440 | ↗452 |
| 2007 | 2008 | 2009 | 2010 | 2011 | 2012 |
| ↘436 | ↘435 | ↗480 | ↘386 | ↘382 | ↗387 |
| 2013 |      |      |      |      |      |
| ↘383 |      |      |      |      |      |

### Национальный состав
Согласно результатам переписи 2002 года, в национальной структуре населения русские составляли 97 %.

## Достопримечательности
В 4 км к северу от села находится памятник природы «Балочная система» площадью 122,5 га, где представлены практически все возможные типы растительных сообществ.

## Известные жители
- Ванин, Алексей Захарович[8] (1925—2012) — советский и российский актёр. Заслуженный артист Российской Федерации.